# Помаро-Монферрато
Помаро-Монферрато (італ. Pomaro Monferrato, п'єм. Pomar) — муніципалітет в Італії, у регіоні П'ємонт,  провінція Алессандрія.
Помаро-Монферрато розташоване на відстані близько 480 км на північний захід від Рима, 75 км на схід від Турина, 17 км на північ від Алессандрії.
Населення — 363 особи (2014).

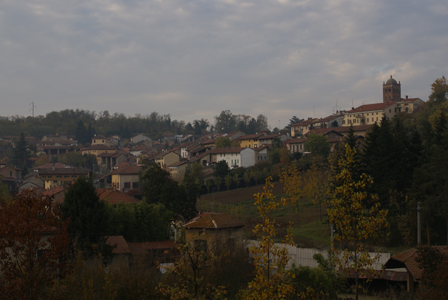

Щорічний фестиваль відбувається 29 серпня. 

## Демографія
Населення за роками:

Станом на 1 січня 2023 року в муніципалітеті офіційно проживало 16 іноземців з 6 країн, серед них 8 громадян країн Євросоюзу.

## Сусідні муніципалітети
- Борго-Сан-Мартіно
- Боццоле
- Джароле
- Оччим'яно
- Тічинето
- Валенца
- Вальмакка